# 山梨県道804号身延線
山梨県道804号身延線（やまなしけんどう804ごう みのぶせん）は、山梨県南巨摩郡身延町を起点・終点とする一般県道である。

## 概要

### 路線データ
- 起点：山梨県南巨摩郡身延町（身延立体東交差点＝山梨県道9号市川三郷身延線交点）
- 終点：山梨県南巨摩郡身延町身延

## 通過する自治体
- 山梨県南巨摩郡身延町

## 交差・接続する道路
- 山梨県道9号市川三郷身延線（身延立体東交差点）
- 山梨県道805号身延本栖線

## 周辺
- 山梨県立身延高等学校
- 身延町立身延中学校
- 身延町立身延小学校
- 身延山郵便局
- 身延山久遠寺
- 南之坊